# Kōichi Tōchika
Kōichi Tōchika (jap. 遠近 孝一 Tōchika Kōichi; ur. 20 października 1971) – japoński seiyū. Pracuje dla agencji Haikyo.

## Filmografia

### Anime
- 07-Ghost jako Lance
- One Piece jako Brindo i młody Hody Jones
- Fairy Tail jako Erigor
- Rycerze Zodiaku jako Griffin Minos
- Digimon Adventure 02 jako Hawkmon
- Himawari! jako Hayato Marikoji
- Bakugan Battle Brawlers: Gundalian Invaders jako Hawktor
- Saiyuki Reload Gunlock jako Hanzel Grouse
- Bobobo-bo Bo-bobo jako I'm Sorry Masked Man i Nightmare
- Chrono Crusade jako Jenai
- Weiß Kreuz jako Pawn
- Neji Hyuga w:
  - Naruto
    - Naruto 6: Road to Ninja

  - Naruto: Shippūden
    - Naruto: Shippūden the Movie
    - Naruto Shippūden 2: Bonds
    - Naruto Shippūden 3: Inheritors of the Will of Fire
- Märchen Awakens Romance jako Peta
- Flame of Recca jako Raiha
- Tokyo Mew Mew jako Ryō Shirogane
- Detective Academy Q jako Ryu Amakusa
- Bleach jako Sentaro Kotsubaki i Yyfordt Granz
- Groove Adventure RAVE jako młody Shiba
- Comic Party jako Taishi Kuhonbutsu
- Beast Wars jako Tigatron/TigerFalcon
- Tajemnica przeszłości OVA 2 jako Yōsui

### Tokusatsu
- B-Fighter Kabuto jako Mack Windey/B-Fighter Yanma
- B-Robo Kabutack jako Dangoron
- Kyuukyuu Sentai GoGo Five
- Hyakujuu Sentai Gaoranger
- Ninpuu Sentai Hurricanger
- Bakuryu Sentai Abaranger
- Tokusou Sentai Dekaranger jako Pukosian Jackil
- Genseishin Justiriser jako Commander Adolokuss
- Engine Sentai Go-onger
- Secret Lantern DaiGoyō w:
  - Samurai Sentai Shinkenger
  - Samurai Sentai Shinkenger vs. Go-onger: GinmakuBang!!
  - Samurai Sentai Shinkenger Returns
  - Tensou Sentai Goseiger vs. Shinkenger: Epic on Ginmaku